# Distancia de un punto a una recta
En una recta es la distancia más corta entre ese punto y un punto de una línea o recta.
Sean A un punto y D una recta.

Se define la distancia entre A y D como la distancia mínima entre A y un punto A' de D. 
{\displaystyle d(A,D)=\min _{M\in D}||A-A'||{\dot {}}}
Para una recta D definida por su ecuación reducida {\displaystyle y=a\cdot x+b} y siendo A un punto de la forma {\displaystyle A=(x_{A},y_{A})}
{\displaystyle d(A,D)={\frac {|a\cdot x_{A}-y_{A}+b|}{\sqrt {a^{2}+1}}}}
Obsérvese que {\displaystyle D=\{(x,y)|y=a\cdot x+b\}}

## Demostración
La distancia mínima se ubica en la proyección ortogonal del punto M sobre D, es decir, el punto M' de la recta D tal que (MM') sea perpendicular a ella. En efecto, si se toma otro punto cualquiera B de D, entonces en el triángulo rectángulo MM'B, la hipotenusa MB es más larga que el cateto MM'. Geométricamente, se construye el punto proyectado M' deslizando una escuadra sobre una regla que sigue la recta D hasta encontrar el punto M; luego se mide la longitud MM'. 

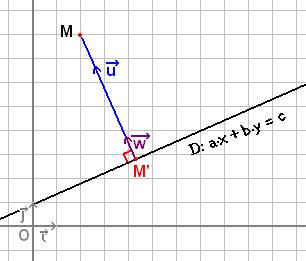
El punto M se proyecta como M' sobre la recta D.

Para calcular esta distancia, es aconsejable utilizar un sistema de coordenadas ortogonales - {\displaystyle (O,{\vec {i}},{\vec {j}})} en la figura. La recta y el punto cuya distancia se quiere medir son definidos por su ecuación cartesiana y sus coordenadas respectivamente: {\displaystyle D:a\cdot x+b\cdot y+c=0}; y {\displaystyle M={\begin{pmatrix}x_{M}\\y_{M}\end{pmatrix}}}

Si en la ecuación de la recta D variamos sólo el valor del parámetro "c" obtendremos una familia de rectas paralelas. De manera que para determinar un vector perpendicular podemos tomar c = 0. Así, los vectores sobre la recta tendrán la forma {\displaystyle {\begin{pmatrix}-by/a\\y\end{pmatrix}}=y{\begin{pmatrix}-b/a\\1\end{pmatrix}}}, que puede simplificarse a {\displaystyle {\begin{pmatrix}-b\\a\end{pmatrix}}}
Busquemos un vector normal a {\displaystyle {\vec {v}}} (es decir, perpendicular a la recta), que deberá cumplir que el producto escalar {\displaystyle {\vec {u}}\cdot {\vec {v}}=0}, y resulta ser {\displaystyle {\vec {u}}={\begin{pmatrix}a\\b\end{pmatrix}}} (de ahí el interés de la ecuación cartesiana) y al dividirlo por su norma se obtiene el vector normado {\displaystyle {\vec {w}}={\begin{pmatrix}{\frac {a}{\sqrt {a^{2}+b^{2}}}}\\{\frac {b}{\sqrt {a^{2}+b^{2}}}}\end{pmatrix}}} que define una medida algebraica sobre la recta (M'M): {\displaystyle {\bar {M'M}}={\vec {M'M}}\cdot {\vec {w}}}

La distancia MM' es el valor absoluto de la medida algebraica:

{\displaystyle M'M=|{\bar {M'M}}|=|{\vec {M'M}}\cdot {\vec {w}}|=|{\begin{pmatrix}x-x'\\y-y'\end{pmatrix}}\cdot {\begin{pmatrix}{\frac {a}{\sqrt {a^{2}+b^{2}}}}\\{\frac {b}{\sqrt {a^{2}+b^{2}}}}\end{pmatrix}}|={\frac {|a(x-x')+b(y-y')|}{\sqrt {a^{2}+b^{2}}}}}

Como M' pertenece a D, sus coordenadas verifican a·x' + b·y' = -c luego lo anterior se simplifica así:
{\displaystyle M'M={\frac {|ax-ax'+by-by'|}{\sqrt {a^{2}+b^{2}}}}={\frac {|ax+by-ax'-by'|}{\sqrt {a^{2}+b^{2}}}}={\frac {|ax+by+c|}{\sqrt {a^{2}+b^{2}}}}}
En conclusión: La distancia entre M y (D) es:
Esta fórmula es muy fácil de recordar: Se divide la expresión de la recta por la normal del vector y se pone el valor absoluto porque una distancia es siempre positiva.
- En el caso de que la recta sea dada por el ángulo (θ) que hace con el eje de las abscisas y su ordenada al origen (b), la fórmula se simplifica:

D: y = (tan θ) ·x + b se pone en forma cartesiana: (sin θ)·x - (cos θ)·y + b·cos θ = 0, luego, sabiendo que el vector {\displaystyle {\vec {u}}{\begin{pmatrix}{\mbox{sen }}\theta \\\cos \theta \end{pmatrix}}} es unitario:
{\displaystyle d(M,D)=|({\mbox{sen }}\theta )\cdot x-(\cos \theta )\cdot y+b\cdot \cos \theta |}
Ejemplo: la primera diagonal del sistema de referencia corresponde a un ángulo {\displaystyle \theta ={\frac {\pi }{4}}} y b = 0. Como {\displaystyle \cos {\frac {\pi }{4}}={\mbox{sen }}{\frac {\pi }{4}}={\frac {\sqrt {2}}{2}}}, se obtiene: {\displaystyle d(M,D)={\frac {\sqrt {2}}{2}}\cdot |x-y|}
- En el caso de una recta definida por su ecuación reducida y = a·x + b; la ecuación cartesiana es a·x - y + b = 0 y la distancia a ella es:

Ejemplo: Tomando a = 1 y b = 0, se obtiene de nuevo el resultado del ejemplo anterior.
Se calcula de la misma manera la distancia de un punto y un plano en el espacio tridimensional: Si la ecuación del plano es {\displaystyle D:a\cdot x+b\cdot y+c\cdot z+d=0}; y el punto es {\displaystyle M={\begin{pmatrix}x_{0}\\y_{0}\\z_{0}\end{pmatrix}}}, entonces: 
Lo anterior se generaliza a los espacios de dimensión finita n, y la distancia entre un punto y un hiperplano (subespacio de dimensión n-1), añadiendo cuantas variables hagan falta.

## Vectorial
En un espacio vectorial ortonormal, si la recta (d ) pasa por B y tiene como vector director {\displaystyle {\vec {u}}}, la distancia entre el punto A y la recta (d) es
{\displaystyle d(\mathrm {A} ,(d))={\frac {\left\|{\overrightarrow {\mathrm {BA} }}\wedge {\vec {u}}\right\|}{\|{\vec {u}}\|}}}
donde {\displaystyle {\vec {B}}A\wedge {\vec {u}}} es el producto vectorial de los vectores {\displaystyle {\vec {B}}A} y {\displaystyle {\vec {u}}} y {\displaystyle \|{\vec {u}}\|} es la norma del vector {\displaystyle {\vec {u}}}.